# Constituyente sintáctico

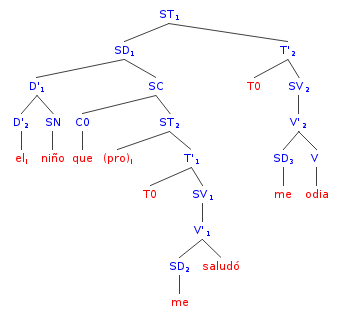
En la representación en forma de árbol sintáctico de una oración, los constituyentes aparecen como etiquetas en los nudos del grafo en árbol.

Un constituyente sintáctico es una palabra, o secuencia de palabras, que funciona en conjunto como una unidad dentro de la estructura jerárquica de una oración. Un constituyente puede descomponerse frecuentemente en dos subsecuencias o más, cada una de las cuales es, a su vez, otro constituyente. El conjunto de todos los constituyentes de una oración es un conjunto ordenado, donde el orden se basa en la descomponibilidad de los constituyentes en subsconstituyentes.
Aunque todo constituyente está formado por una secuencia de palabras (que en el límite podría ser una palabra), no cualquier secuencia de palabras es un constituyente. Se dirá que una secuencia es un constituyente si cumple alguna de las pruebas de constituencia.

## Constituyentes frente a sintagmas
En la gramática tradicional es común aplicar el nombre "sintagma" a cualquier constituyente sintáctico de más de dos elementos. Sin embargo, en la moderna teoría generativa se distingue entre sintagmas y constituyentes sintácticos generales. De hecho los sintagmas son precisamente el constituyente sintáctico maximal cuyas propiedades están determinadas por el núcleo sintáctico, hecho que se parafrasea diciendo que los "sintagmas son precisamente las proyecciones sintácticas máximas de un núcleo sintáctico", siendo el resto de constituyentes sintácticos que contienen al núcleo de un sintagma, simplemente constituyentes sintácticos no sintagmáticos.
Algunos de los precedentes del moderno concepto de constituyente sintáctico se encuentran en Bloomfield (1933). Y existen algunos precedentes menos sistemáticas en autores europeos anteriores. La moderna teoría de la X' (1981) postula un sintagma de tipo SX tiene la estructura básica:
Siendo en ese esquema las dos X' (X'1 y X'2) que intervienen constituyentes sintácticos que no son sintagmas, sino simplemente constituyentes. Y donde además el papel de adjunto y complemento sólo pueden ser realizados por constituyentes que también sean sintagmas. La anterior estructura arbórea puede escribirse en la notación de claudator, que es equivalente como:

{\displaystyle [_{SX}\ SZ\ [_{{\bar {X}}_{1}}\ [_{{\bar {X}}_{2}}\ X^{0}\ SY\ ]\ SW\ ]\ ]}

Donde:
{\displaystyle SZ\,} es un sintagma que actúa como especificador del sintagma {\displaystyle SX\,}.
{\displaystyle SY\,} es otro sintagma que actúa como complemento del sintagma {\displaystyle SX\,}.
{\displaystyle SW\,} es un sintagma, podría haber más de uno, que es un adjunto de {\displaystyle SX\,}.
Un ejemplo de la anterior estructura sería el siguiente:

{\displaystyle [_{SA}\ [_{SAdv}\ {\mbox{mucho menos}}]\ [_{\bar {A}}\ [_{\bar {A}}\ {\mbox{propenso}}\ [_{SP}\ {\mbox{a las enfermedades}}]]\ [_{SP}\ {\mbox{por falta de defensas}}]]]}

## Pruebas de constituencia
Existen varias pruebas o propiedades que nos permiten decidir en muchos casos, si una secuencia de palabras dada es o no un constituyente sintáctico. 
1. Substitución pronominal. Una secuencia que puede ser substituida por un pronombre o proforma sin alterar el significado de la frase es un constituyente. Ejemplo: [No quiso [comprar [la casa]]] = [No quiso [comprar [la]]], esa prueba nos informa que [la casa] es un constituyente.
2. Substitución convencional. Una secuencia que puede ser substituida por otra de tipo similar sin que cambie la jerarquía sintáctica, es decir, de tal manera que se mantenga la relación de orden parcial de los constituyentes, es un constituyente.
3. Desplazamiento, que incluye operaciones como la focalización, la pasivización, etc. Cuando una secuencia puede ser desplazada al inicio de la frase sin alterar el significado, entonces es un constituyente: Ejemplo: Es necesario madrugar [para encontrar buenas ofertas] = [Para encontrar buenas ofertas], es necesario madrugar. Otra prueba consiste en romper la oración en dos trozos y viendo si pueden ser unidos mediante "es el/la/lo que" como en Quiero [comer bien] = [Comer bien] es lo que [quiero], cuando eso pasa cada uno de los dos trozos en que se divide la oración es un constituyente.
4. Aislabilidad, esta prueba se refiere a que una secuencia no es un constituyente si no es una respuesta válida a una pregunta: Con respecto a la oración [Ayer estuve [trabajando en mi proyecto]] podemos formular la pregunta ¿Qué hiciste ayer? una respuesta válida sería [trabajando en mi proyecto] de lo que se sigue que esa secuencia es un constituyente, en cambio la respuesta [trabajando en] es agramatical y por tanto no es un constituyente.
5. Reordenamiento dentro de una secuencia que es un constituyente los subconstituyentes pueden encontrarse a partir de los reordenamientos que dan lugar a oraciones correctamente formadas.

Debe advertirse, que contrariamente a lo que parece desprenderse de una buena parte de los manuales introductorios a la sintaxis, no existe un procedimiento mecánico algorítmico para establecer la estructura de constituyentes de cualquier oración posible. Por tanto, las pruebas de constituencia aunque útiles no constituyen diagnósticos inequívocos que de la estructura oracional.

## Reglas de buena formación
- Una serie de palabras X, Y, Z forma un constituyente bien formado, donde Y precede a Z, si y sólo si todo nodo dominado por Y debe preceder a Z y a todo nodo dominado por Z.
- Una secuencia de palabras X1, X2, ...,Xn forma un constituyente si y sólo si estas palabras están dominadas por un mismo nudo W, el cual no domina nada más. Es decir, la secuencia está exhaustivamente dominada por un único por W.